# Hecalus atascaderus
Hecalus atascaderus är en insektsart som beskrevs av Ball 1933. Hecalus atascaderus ingår i släktet Hecalus och familjen dvärgstritar. Inga underarter finns listade i Catalogue of Life.